# ميراث بورن (فلم)
ميراث بورن (بالإنجليزية: The Bourne Legacy) هو فيلم أكشن وإثارة أمريكي صدر عام 2012 من إخراج توني جيلروي، وهو الجزء الرابع في سلسلة أفلام بورن المقتبسة من روايات جيسون بورن التي أنشأها روبرت لودلم وأكملها إريك فان لوستبادر، يسبقه هوية بورن (2002)، سيادة بورن (2004)، وإنذار بورن (2007). يتمحور الفيلم حول عميل العمليات السوداء آرون كروس (يلعب دوره جيرمي رينر)، وهو شخصية أصلية. بالإضافة إلى رينر، يقوم ببطولة الفيلم ريتشل وايز وإدوارد نورتون.

## القصة
عميل سري في وكالة الاستخبارات المركزية، يؤدي اكتشافه لبعض الأسرار لمحاولة اغتياله وتصفيته

## طاقم التمثيل
- جيريمي رينر
- ريتشل وايز
- إدوارد نورتون
- ستيسي كيتش
- أوسكار إسحاق
- جوان ألين
- ديفيد ستراثيرن
- سكوت جلين

## وصلات خارجية
- الموقع الرسمي
- مقالات تستعمل روابط فنية بلا صلة مع ويكي بيانات